# Storia di Anna (miniserie televisiva)
Storia di Anna è uno sceneggiato televisivo italiano del 1981, diretto da Salvatore Nocita e con protagonista Laura Lattuada. Nel cast figurano inoltre Mario Cordova, Luciano Melani e Flavio Bucci.
La miniserie, in quattro puntate, fu trasmessa per la prima volta in prima serata da Rete 1 (l'odierna Rai 1) da domenica 1º novembre a domenica 22 novembre 1981.
È il primo sceneggiato RAI in cui viene trattato il tema della tossicodipendenza.
Titoli di coda accompagnati dalle note di Vedrai vedrai di Luigi Tenco.
Nel 2011 la Rai ne ha trasmesso un remake: Storia di Laura di Andrea Porporati, con protagonista Isabella Ferrari.

## Trama
Milano: Anna è una giovane di estrazione borghese precipitata nel tunnel della tossicodipendenza.
Un giorno Anna, con il pretesto della richiesta di un passaggio in auto, tenta uno scippo, poi fallito, ai danni di uno studente di nome Roberto. Questo singolare incontro è il preludio di una loro storia d'amore, a malapena da lei ricambiata.
Figlio di un primario e giocatore di rugby, conosce il mondo e le persone intorno a lei, tra questi un pittore che la mantiene, che presto morirà per overdose, e un uomo di mezza età, loro fornitore. Quest'ultimo, in pena per il ragazzo, gli racconterà la realtà del consumo e del mercato dell'eroina, a detta sua non dissimile a quello degli alcoolici, tollerato dallo Stato.
Anna e Roberto vivranno per un breve tempo insieme, per poi separarsi. Anna sarà costretta a prostituirsi, ma tornerà da lui incinta e con l'intenzione di smettere definitivamente. Un attacco cardiaco durante il duro periodo di astinenza la stroncherà, nonostante il soccorso del padre di lui.